# Isaac de Portau

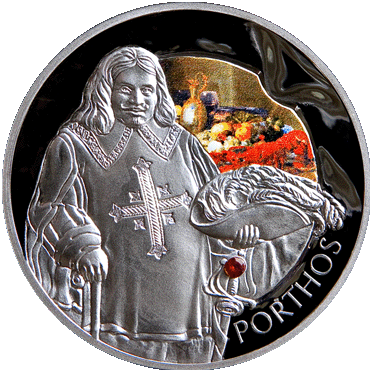
Porträt von Porthos auf einer Münze

Isaac de Portau, genannt Porthos, (* 2. Februar 1617 in Pau; † nach 1643) war ein Musketier in der Compagnie du Roi (Kompanie des Königs – 1. Kompanie)  der Mousquetaires de la garde von König Ludwig XIII.
Er inspirierte Gatien de Courtilz de Sandras und danach auch Alexandre Dumas zu seiner fiktiven Figur des „Porthos“  in seinem Roman „Die drei Musketiere“.

## Leben
Er entstammte einer protestantischen Familie aus Audaux im Béarn (Pyrénées-Atlantiques). Sein Vater war ein Sekretär des Königs und der Regierung des unteren Navarra (Basse-Navarre). Als wichtige Persönlichkeit erwarb er eine Herrschaft und wurde in den niederen Adelsstand erhoben.
Wie Athos trat er in die Armee ein und konnte eine Stelle  in der Compagnie von François de Guillon, seigneur des Essarts im Régiment des Gardes françaises erhalten. Essarts war der Schwager von Monsieur de Tréville, der Capitaine-lieutenant im Regiment der königlichen Musketiere war und auch Porthos und d’Artagnan später hier eine Stelle verschaffen konnte.
Ab 1640 nahm er in der Kompanie von d’Artagnan an den Feldzügen des Jahres teil. 1642 kehrte er nach Perpignan zurück und war dann in Lyon zu finden. Im Jahre 1643 verließ er die Musketiere. Ein letztes Mal wird er danach als Aufseher über die Munition der Festung Navarrenx (Pyrénées Atlantiques) erwähnt.
Danach verliert sich seine Spur, über die Umstände oder den Zeitpunkt seines Todes ist nichts bekannt.
(Verschiedentlich wird der 13. Juli 1712 als Todestag und als Grablege die Kirche St. Martin in Pau angegeben. Ersteres ist jedoch nicht erwiesen und in der Kirchengeschichte von St. Martin wird nichts dergleichen erwähnt.)